# Wereldkampioenschappen badminton 2014
De 21ste wereldkampioenschappen badminton werden in 2014 van 25 tot en met 31 augustus gehouden in de Ballerup Super Arena in Ballerup, dicht bij de Deense hoofdstad Kopenhagen. Dit badmintontoernooi werd georganiseerd door de Wereld Badminton Federatie (BWF).
Er werd gestreden om vijf titels, te weten:
- Mannen enkelspel
- Vrouwen enkelspel
- Mannen dubbelspel
- Vrouwen dubbelspel
- Gemengd dubbelspel

## Het toernooi
In het mannen enkelspel had Lee Chong Wei een unieke kans om voor het eerst wereldkampioen te worden. Zijn grote rivaal Lin Dan die hem in de vorige twee finales van het wereldkampioenschap wist te kloppen kon zich niet plaatsen voor het toernooi. Lee bereikte erg vlot de finale, maar moest daarin zijn meerdere erkennen in de Chinees Chen Long die zo voor de eerste maal wereldkampioen werd. Achteraf werd Lee gediskwalificeerd wegens het gebruik van verboden middelen. In het vrouwen enkelspel zorgde de Spaanse Carolina Marín voor een enorme verrassing door de titel binnen te halen. De Europese kampioene versloeg regerend olympisch kampioene Li Xueri na een spannende finale. Li verloor al voor de tweede maal op rij de finale van het wereldkampioenschap. In het mannen dubbelspel werden de Koreaanse favorieten Lee Yong-dae en Yoo Yeon-seong verrassend geklopt door hun landgenoten Ko Sung-hyun en Shin Baek-choel. Zowel in het vrouwen dubbelspel als in het gemengd dubbelspel gingen de titels naar de regerende olympische kampioenen uit China: Tian Qing en Zhao Yunlei in het vrouwen dubbelspel en Zhang Nan en Zhao Yunlei in het gemengd dubbelspel. Beide koppels wonnen de titel na een finale tegen hun landgenoten. Zhao Yunlei was met twee titels de meest succesvolle speelster op het toernooi.

## Belgische deelnemers
Voor België kwamen de volgende deelnemers in actie. Yuhan Tan geraakte voor het eerst tot in de tweede ronde op een wereldkampioenschap.
| Naam                            | Onderdeel         | Resultaat | Tegenstanders (uitslagen)                                                   |
| ------------------------------- | ----------------- | --------- | --------------------------------------------------------------------------- |
| Yuhan Tan                       | mannen enkelspel  | 2e ronde  | 1R: Jan Frohlich (21-14, 21-17) 2R: Hans-Kristian Vittinghus (18-21, 15-21) |
| Maxime Moreels                  | mannen enkelspel  | 1e ronde  | 1R: Jan Ø. Jorgensen (15-21, 11-21)                                         |
| Mattijs Dierickx Freek Golinski | mannen dubbelspel | 1e ronde  | 1R: Lukasz Moren / Wojciech Szkudlarczyk (19-21, 18-21)                     |

## Nederlandse deelnemers
Voor Nederland kwamen de volgende deelnemers in actie. Met een kwartfinale behaalde Eric Pang zijn beste resultaat ooit op een wereldkampioenschap.
| Naam                              | Onderdeel          | Resultaat   | Tegenstanders (uitslagen) |
| --------------------------------- | ------------------ | ----------- | --- |
| Erik Meijs                        | mannen enkelspel   | 2e ronde    | 1R: Joe Wu (21-16, 21-13) 2R: Viktor Axelsen (9-21, 10-21)                                                                                         |
| Eric Pang                         | mannen enkelspel   | Kwartfinale | 1R: Mathias Borg (21-11, 21-8) 2R: Tian Houwei (21-15, 21-16) 3R: Tanongsak Saensomboonsuk (19-21, 21-18, 21-16) KF: Tommy Sugiarto (20-22, 19-21) |
| Jacco Arends Jelle Maas           | mannen dubbelspel  | 1e ronde    | 1R: Michael Fuchs / Johannes Schoetller (16-21, 13-21)                                                                                             |
| Eefje Muskens Selena Piek         | vrouwen dubbelspel | 3e ronde    | 1R: bye 2R: Ng Hui Ern / Ng Hui Lin (21-17, 22-20) 3R: Luo Ying / Luo Yu (8-21, 21-18, 15-21)                                                      |
| Samantha Barning Iris Tabeling    | vrouwen dubbelspel | 2e ronde    | 1R: Eva Lee / Paula Lynn Obanana (23-21, 14-21, 21-14) 2R: Pia Zebadiah Bernadeth / Rizki Amelia Pradipta (21-23, 21-18, 14-21)                    |
| Jorrit de Ruiter Samantha Barning | gemengd dubbelspel | 2e ronde    | 1R: Peter Kaesbauer / Isabel Herttrich (21-16, 22-20) 2R: Kai Lu / Yaqiong Huang (12-21, 16-21)                                                    |
| Jacco Arends Selena Piek          | gemengd dubbelspel | 2e ronde    | 1R: Robert Mateusiak / Agnieszka Wojtkowska (21-19, 21-14) 2R: Joachim Fischer Nielsen / Christinna Pedersen (13-21, 19-21)                        |

## Medailles
| Onderdeel          | Goud                         | Zilver                      | Brons                                       |
| ------------------ | ---------------------------- | --------------------------- | ------------------------------------------- |
| Mannen enkelspel   | Chen Long                    | Lee Chong Wei               | Tommy Sugiarto                              |
| Mannen enkelspel   | Chen Long                    | Lee Chong Wei               | Viktor Axelsen                              |
| Vrouwen enkelspel  | Carolina Marín               | Li Xuerui                   | Minatsu Mitani                              |
| Vrouwen enkelspel  | Carolina Marín               | Li Xuerui                   | P. V. Sindhu                                |
| Mannen dubbelspel  | Ko Sung-hyun Shin Baek-choel | Lee Yong-dae Yoo Yeon-seong | Kim Ki-jung Kim Sa-rang                     |
| Mannen dubbelspel  | Ko Sung-hyun Shin Baek-choel | Lee Yong-dae Yoo Yeon-seong | Mathias Boe Carsten Mogensen                |
| Vrouwen dubbelspel | Tian Qing Zhao Yunlei        | Wang Xiaoli Yu Yang         | Lee So-he Shin Seung-chan                   |
| Vrouwen dubbelspel | Tian Qing Zhao Yunlei        | Wang Xiaoli Yu Yang         | Reika Kakiiwa Miyuki Maeda                  |
| Gemengd dubbelspel | Zhang Nan Zhao Yunlei        | Xu Chen Ma Jin              | Joachim Fischer Nielsen Christinna Pedersen |
| Gemengd dubbelspel | Zhang Nan Zhao Yunlei        | Xu Chen Ma Jin              | Liu Cheng Bao Yixin                         |

### Medailleklassement
| Plaats | Land       | Goud | Zilver | Brons | Totaal |
| 1      | China      | 3    | 3      | 1     | 7      |
| 2      | Zuid-Korea | 1    | 1      | 2     | 4      |
| 3      | Spanje     | 1    | 0      | 0     | 1      |
| 4      | Maleisië   | 0    | 1      | 0     | 1      |
| 5      | Denemarken | 0    | 0      | 3     | 3      |
| 6      | Japan      | 0    | 0      | 2     | 2      |
| 7      | India      | 0    | 0      | 1     | 1      |
| 7      | Indonesië  | 0    | 0      | 1     | 1      |
| Totaal | Totaal     | 5    | 5      | 10    | 20     |